# 乙女の密告
乙女の密告（おとめのみっこく）は、赤染晶子による日本の小説。第143回（2010年上半期）芥川龍之介賞受賞作品。初出は「新潮」2010年6月号。『アンネの日記』をテーマに、噂を密告したのは何者かをアンネの日記に重ねながら問いかけていく。なお、本文中の訳文は、全て赤染自身によるもの。

## 登場人物
- みか子 - 主人公。京都の外国語大学のドイツ語学科2年生。子供の頃から『アンネの日記』の愛読者。
- 麗子 - 年齢不詳、複数回留年している4年生。大変な努力家でスピーチが上手く、コンテスト荒らし。常にストップウォッチを首から下げている。
- 貴代 - みか子と同学年で、ドイツからの帰国子女。
- 百合子 - 麗子に次ぐ実力者。スチュワーデスを夢見て就職留年中。
- バッハマン教授 - アンゲリカ人形を抱いた風変わりな教授。女子学生のことを「乙女」と呼ぶ。

## あらすじ
京都にある外国語大学では、皆熱心に学業に取り組んでいる。2009年11月のある日、風変わりなバッハマン教授が、他の授業に乱入し、1月に行われるドイツ語スピーチコンテストの暗唱課題を伝える。「『ヘト　アハテルハイス』（『アンネの日記』の原題、原文はオランダ語）の中でアンネにとって一番重要な日はいつですか？」という教授の質問に、みか子は1944年4月15日と答える。その日は、アンネがペーターとファーストキスをした日だった。教授の答えは1944年4月9日。それは隠れ家に警察が迫るが”命拾いし”アンネがユダヤ人であることを自覚する日だった。そしてその日の日記が、課題テクストだった。
翌日の教授の授業では、皆必死に覚えてきたものの、誰一人として完璧に暗唱できず教授の怒りを買う。教授は”乙女達”をそれぞれの嗜好の違いで「すみれ組」「黒ばら組」に分けていた。黒ばら組のリーダー麗子主導で、早朝と夜間の自主トレが始まる。みか子はすみれ組だが、優等生だが独特の雰囲気を持つ”麗子様”に憧れていた。自主トレの中で、麗子はスピーチの醍醐味として、忘れた個所が自分にとって大切な言葉だと語る。
やがて、麗子がバッハマン教授と「乙女らしからぬ事をした」という噂が流れる。乙女達の間であっという間に広まり、麗子は黒ばら組のリーダーを降ろされる。新リーダーは貴代だった。麗子の自主トレにはみか子しか来なくなってしまった。みか子は黒い噂を確かめようと、話声がする教授の部屋を訪れる。そこには、アンゲリカ人形に話しかける教授がいた。教授から暗唱するよう言われ、やはり同じ所で詰まってしまう。教授はみか子に繰り返し問う「アンネは本当に命拾いしましたか」と。みか子が部屋を出ると、どうやら麗子がいたようである。
そんな中、教授が大切にしているアンゲリカ人形が誘拐されてしまう。みか子の黒い噂が流れたのか、乙女達の態度がよそよそしい。教授がショックを受けたため休講となった教室で、みか子はただドイツ語を話していただけと、無実を証明するために暗唱する。また同じ所で詰まってしまった。みか子は噂が事実無根だという証明が出来なかったが、麗子は自分の無実の証明に人形を盗んだのは自分だと告白する。「人形をかくまっている」と表現するその姿は、アンネ達の密告者と疑われたファン・マーレンと重なった。麗子は、人形をみか子に預ける。
翌々日、二人きりの自主トレで、麗子は数年前の課題を暗唱する。それはアンネの最後の日の日記だった。そして麗子は「無口なアンネ」という言葉で詰まり、そのまま制限時間を終えてしまう。麗子は山口百恵の如く、ストップウォッチを壇上に置き、アンゲリカ人形をみか子から受け取り走り去っていった。麗子はそれから姿を見せず、噂は終息した。コンテストに出ないことが、麗子の無実を証明したのだった。代わって、みか子が麗子を匿っているという噂が流れていた。
冬休み明け、みか子の家をバッハマン教授が訪ねる。みか子は母に、教授は”ジルバーバウアー”だと紹介する。それはアンネ達を逮捕した警官の名前だった。教授は忘れることに怯えコンテストを辞退しようとするみか子に、迫害された人々全てに名前がある人間だったことを示した事がアンネの功績だと語り、数日前にミープ・ヒースが死去したことも併せ、忘れることと戦うよう伝える。
迎えたコンテストの日、やはり麗子は現れなかった。貴代の暗唱では、何度も発音を練習させられた”Königin”（女王様）で止まってしまった。そしてみか子の暗唱の番、やはりまた同じ所で止まってしまう。だがみか子は冷静に考えた。ジルバーバウアーがアンネ達を捜査する時に言った「ゆっくりでいい」という言葉が重なる。
いつも止まってしまう、アンネがオランダ人になることを望む箇所。みか子はこの言葉と出会う必要が合ったのだ。アンネが、そして自分が「他者」になりたいという真実、その言葉を言うと、続けてみか子は自分の言葉で、アンネ・フランクはユダヤ人だと”密告”する。そして最後の部分を暗唱する。アンネが日記の中で決して忘れる事の無かったもの「アンネ・M・フランク」と。